# Thomas George Allen
Pour l’article homonyme, voir Allen.
Thomas George Allen (né le 11 août 1885 à Rockford (Illinois), mort le 21 mars 1969 à Bradenton (Floride)), est un égyptologue américain.

## Biographie
Il est le fils de Harry A. Allen et de Ella Caroline Powell.
Il obtient en 1916 le grade de docteur en philosophie (Département de sémiologie), sous la direction de James Henry Breasted, avec comme thème Horus in the pyramid texts.
Il est professeur à l'Institut oriental de l'université de Chicago. 

## Publications
- Discoveries at the Tomb of Tutenkhamon, n°20, p. 363-373, Current History, 1924 ;
- Egyptian Stelae in Field Museum of Natural History, Chicago, Field Museum of Natural History, 1936 (lire en ligne) ;
- The Egyptian book of the dead, documents in the Oriental Institute Museum at the University of Chicago, n°82, The University of Chicago Press, Chicago, 1960 ;
- Avec E.B. Hauser, The Book of the dead or going forth by day, n°37, Studies in ancient oriental civilization, The University of Chicago press, Chicago, 1974.